# Meizhou
Meizhou (xinès: 梅州, xinès hakka: Mòichû) és una ciutat a nivell de prefectura a l'est de la província de Guangdong, a la República Popular de la Xina. Té una superfície de 15.864,51 quilòmetres quadrats i una població de 3.873.239 habitants segons el cens de 2020. Comprèn el districte de Meijiang, el districte de Meixian, la ciutat de Xingning i cinc comtats. La seva àrea urbanitzada o metropolitana formada per dos districtes urbans té una població de 992.351 habitants.

## Història
S'han descobert eines de pedra i ceràmica del Neolític a desenes de llocs del districte de Meixian de Meizhou. També es van trobar llocs antics de forns de la dinastia Zhou occidental i campanes del període dels Estats Combatents. Abans de la dinastia Qin, Meizhou estava sota el domini de Nanyue. Després que Qin va unificar els Nanyue, Meizhou va pertànyer a la comandància de Nanhai.
El nom original de Meizhou era Chengxiang (程乡), establert sota la prefectura de Jingzhou durant els Han del Sud (917–971). El nom es va canviar per Meizhou al segle X i per Prefectura de Jiaying al segle XV. Després de 1912, es va tornar a canviar a Meizhou, el nom prové del riu Mei i el nom xinès per a la flor del pruner (梅; méi). Després de diversos canvis de jurisdicció posteriors, es va convertir en la ciutat de Meizhou el 1988. Meizhou és ara una ciutat històrica i cultural coneguda.

## Geografia
Meizhou es troba al nord-est de la província de Guangdong, limitant amb la província de Fujian al nord-est i la província de Jiangxi al nord-oest. La complexa estructura geològica es va formar principalment a partir de granit, roques brolladores, roca metamòrfica, esquist, pedra arenisca, roca vermella i pedra calcària.

### Clima
Meizhou té un clima subtropical humit (Köppen), amb hiverns curts, suaus i tapats i estius llargs, molt calorosos i humits. La temperatura mitjana diària mensual al gener és de 12,6 °C i al juliol és de 28,9 °C. D'abril a juny, les pluges són més intenses i freqüents. Tot i que els tifons no afecten tant la zona com la costa, la topografia muntanyosa fa que les inundacions siguin una gran preocupació.